# Harriet (film)
Pour les articles homonymes, voir Harriet.
Pour plus de détails, voir Fiche technique et Distribution.
Harriet est un film américain réalisé par Kasi Lemmons, sorti en 2019 qui retrace l'histoire de Harriet Tubman, qui a permis l'évasion de nombreux esclaves du Sud des États-Unis après sa fuite en 1849.

## Synopsis
Vers 1849. Araminta "Minty" Ross est esclave sur la plantation de la famille Brodess, dans le Maryland. Très croyante, elle a des visions depuis un violent choc à la tête lorsqu'elle était adolescente, et pense que Dieu lui envoie des messages. Elle est mariée avec John Tubman, un esclave affranchi. Le père de Minty, également affranchi, demande à M. Brodess de respecter le testament de son père, en vertu duquel il aurait dû affranchir la mère de Minty et ses enfants lorsque celle-ci a eu 45 ans. M. Brodess refuse catégoriquement, et Minty, furieuse, prie Dieu en lui demandant la mort de M. Brodess. Celui-ci décède peu après. Son fils ainé, Gedeon, met alors Minty en vente, ce qui va la séparer de sa famille, et elle décide de s'enfuir, sans son mari, car elle craint qu'il perde sa liberté si les choses devaient mal tourner. 
Minty part. Cernée par Gedeon et d'autres poursuivants sur un pont, elle préfère sauter dans la rivière plutôt que d'être capturée. Gedeon la croit morte, mais elle a survécu, et parvient, après bien des péripéties et grâce à l'aide du « Chemin de fer clandestin », à gagner Philadelphie, en Pennsylvanie, un État sans esclavage. Elle y est accueillie et soutenue par une association d'abolitionnistes, et notamment par William Still et Marie Buchanon. Elle décide, comme beaucoup d'anciens esclaves, de changer de nom et de s'appeler Harriet Tubman.  
Une année plus tard, Harriet revient pour emmener son mari, mais elle découvre que, la croyant morte, celui-ci s'est remarié et que sa nouvelle femme attend un enfant. Elle repart alors avec plusieurs membres de sa famille et parvient à rejoindre Philadelphie avec eux. Elle continue par la suite ses expéditions, libérant de nombreux esclaves et gagnant le surnom de Moïse.

## Fiche technique
- Titre : Harriet
- Réalisation : Kasi Lemmons
- Scénario : Kasi Lemmons et Gregory Allen Howard
- Photographie : John Toll
- Montage : Wyatt Smith
- Musique : Terence Blanchard
- Pays d'origine : États-Unis
- Genre : biographie
- Dates de sortie : 
  - Canada : 10 septembre 2019 (TIFF)
  - États-Unis : 1er novembre 2019 (sortie nationale)
  - France : 1er juillet 2020 (en vidéo)

## Distribution
- Cynthia Erivo (VF : Sara Martins ; VQ : Marie-Evelyne Lessard) : Harriet Tubman / Minty
- Leslie Odom Jr. (VF : Mike Fédée ; VQ : Iannicko N'Doua) : William Still
- Joe Alwyn (VF : Théo Frilet ; VQ : Jean-Philippe Baril-Guérard) : Gideon Brodess
- Clarke Peters (VF : Jean-Paul Pitolin ; VQ : Benoît Rousseau) : Ben Ross
- Vanessa Bell Calloway : Rit Ross
- Omar J. Dorsey : Bigger Long (VF : Maxime Hoareau)
- Henry Hunter Hall (VQ : Clifford Leduc-Vaillancourt) : Walter
- Tim Guinee : Thomas Garrett
- Wakter Hunter Hall : Walter (VF : Simon Koukissa Barney)
- Janelle Monáe (VF : Charlotte Correa ; VQ : Florence Blain Mbaye) : Marie Buchanon
- Daphne Reid : Miz Lucy
- Zackary Momoh (VF : Diouc Koma ; VQ : Fayolle Jean Jr.) : John Tubman
- Vondie Curtis-Hall (VF : Thierry Desroses ; VQ : Fayolle Jean) : révérend Green
- Jennifer Nettles (VF : Isabelle Desplantes ; VQ : Viviane Pacal) : Eliza Brodess
- Tory Kittles : Frederick Douglass

## Accueil

### Critique
Sur l'agrégateur Rotten Tomatoes, le film récolte 73% d'opinions positives pour 218 critiques et une note moyenne de 6.62/10. Sur Metacritic, il obtient une note moyenne de 66/100 pour 41 critiques.    

## Distinctions

### Nominations
- Golden Globes 2020 : 
  - Meilleure actrice dans un film dramatique pour Cynthia Erivo
  - Meilleure chanson originale pour Stand Up
- Oscars 2020 :
  - Meilleure actrice pour Cynthia Erivo
  - Meilleure chanson originale : Stand up pour Harriet - Paroles et musique : Joshuah Brian Campbell et Cynthia Erivo